# The Torture Never Stops
The Torture Never Stops je koncertní DVD amerického rockového hudebníka Franka Zappy, posmrtně vydané v roce 2008. Album bylo nahrané 31. října 1981 v The Palladium v New York City ve státě New York.

## Seznam skladeb
| Pořadí | Název                          | Délka |
| ------ | ------------------------------ | ----- |
| 1.     | Black Napkins                  |       |
| 2.     | Montana                        |       |
| 3.     | Easy Meat                      |       |
| 4.     | Beauty Knows No Pain           |       |
| 5.     | Charlie’s Enormous Mouth       |       |
| 6.     | Fine Girl                      |       |
| 7.     | Teen-age Wind                  |       |
| 8.     | Harder Than Your Husband       |       |
| 9.     | Bamboozled By Love             |       |
| 10.    | We’re Turning Again            |       |
| 11.    | Alien Orifice                  |       |
| 12.    | Flakes                         |       |
| 13.    | Broken Hearts Are for Assholes |       |
| 14.    | You Are What You Is            |       |
| 15.    | Mudd Club                      |       |
| 16.    | The Meek Shall Inherit Nothing |       |
| 17.    | Dumb All Over                  |       |
| 18.    | Heavenly Bank Account          |       |
| 19.    | Suicide Chump                  |       |
| 20.    | Jumbo Go Away                  |       |
| 21.    | Stevie’s Spanking              |       |
| 22.    | The Torture Never Stops        |       |
| 23.    | Strictly Genteel               |       |
| 24.    | The Illinois Enema Bandit      |       |

## Bonusy
- Teen-age Prostitute
- City Of Tiny Lites
- You Are What You Is (hudební video)
- Galerie obrázků

## Sestava
- Frank Zappa - kytara, zpěv
- Ray White - kytara, zpěv
- Steve Vai - kytara, zpěv
- Scott Thunes - baskytara, zpěv
- Tommy Mars - klávesy, zpěv
- Bobby Martin - klávesy, saxofon, zpěv
- Ed Mann - perkuse, zpěv
- Chad Wackerman - bicí